# Dalheim Ricciacum

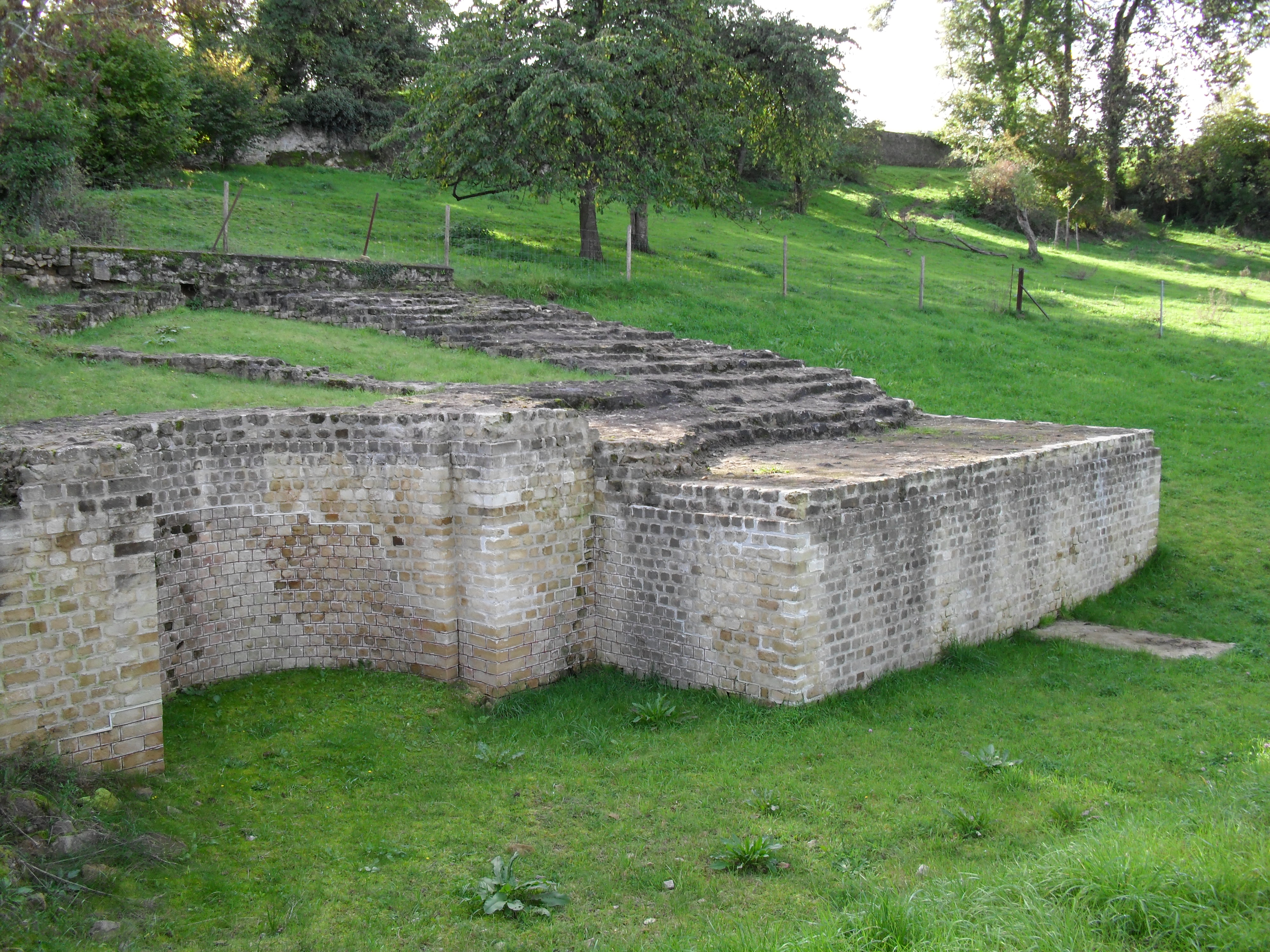
El teatre gal·loromà, Dalheim

El Dalheim Ricciacum és un jaciment d'un vicus gal·loromà a Dalheim, al sud-oest de Gran ducat de Luxemburg. Creat durant el regnat de l'emperador August, el lloc es trobava en un punt estratègic de la via Agrippa, la principal via romana des del Mediterrani fins al Rin. Es conserva bé el teatre datat del segle ii, que podria albergar 3.500 persones.

## Excavació

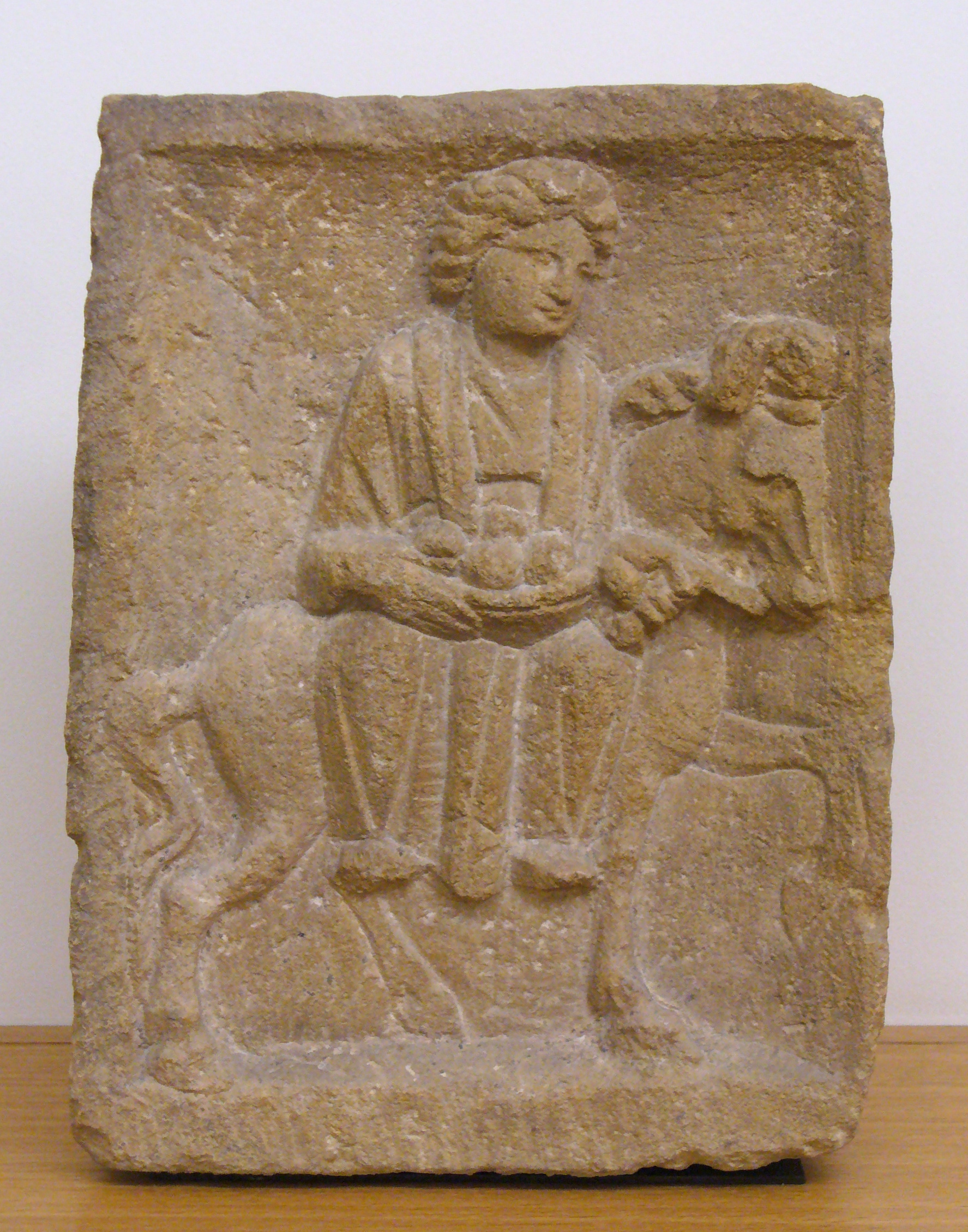
Relleu d'Epona trobat a Dalheim

Va ser excavat per primera vegada per la Société Archéologique prop de l'any 1850 sota la direcció d'Antoine Namur. Van ser descoberts milers d'objectes, registrats i descrits en tres informes. Altres excavacions sistemàtiques es van realitzar pel Museu Nacional d'Història i d'Art de Luxemburg durant un període de 30 anys a partir de la dècada de 1980.

## Història
Sembla que l'assentament va créixer considerablement fins al segle iii, quan cobria una àrea d'aproximadament 25 hectàrees. A més a més del teatre, hi havia cases privades i grans edificis públics, incloent un alberg, diversos temples i banys. Es trobaven també dos grans cementiris. Els estudis indiquen que la població constava d'artesans i comerciants. Una de les troballes més importants va ser un magnífic temple amb unes mides de 28 x 19 metres. Datat del regnat de l'emperador Adrià, prop de l'any 130.

### Dates
Dates importants amb relació al Vicus Ricciacum són:
- 58-50 aC: la conquesta de la Gàl·lia per Juli Cèsar,
- 18-17 aC: construcció de la via des del Mediterrani fins al Rin per Marc Vipsani Agripa i la fundació de Vicus Ricciacum,
- 70-71 dC: reassignació de la zona d'assentament,
- 275 a 276: invasió germànica, la primera destrucció violenta del vicus,
- 353-355: invasió germànica, nova destrucció del vicus,
- 407: començament de les invasions bàrbares, la destrucció final de l'assentament romà.

## Monument de l'àguila

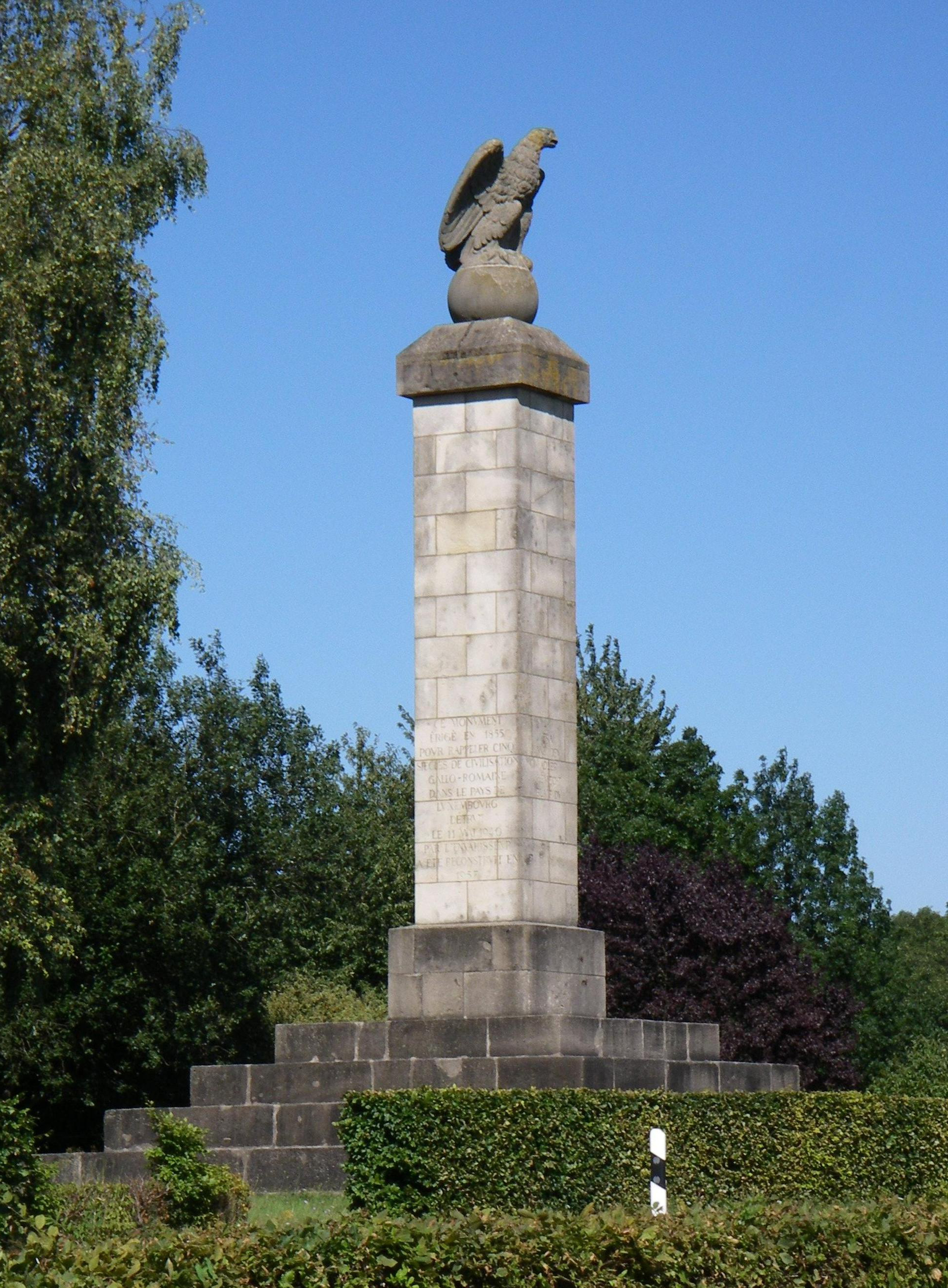
El monument de l'àguila, Dalheim

El monument de l'àguila commemora la vella ciutat romana Ricciacum i és també el símbol de Dalheim. Els enormes blocs de pedra que formen la sòlida base del monument van ser excavats al segle xix, no gaire lluny de la seva actual ubicació. Els blocs, sens dubte, són de data de l'època romana -a mitjan segle III-. És possible que fossin retirats del teatre romà per tal de servir com a fonaments d'un burgus o talaia defensiva. El monument va ser construït per la Societat Arqueològica de Luxemburg. El 28 de maig de 1855, la cerimònia d'inauguració va incloure la presència de Guillem III dels Països Baixos que també era el Gran duc de Luxemburg. El monument commemora la presència dels romans a l'altiplà de Dalheim. Dreta sobre un globus, l'àguila sembla estar mirant en direcció de Trèveris, mentre que el seu cos s'encara a Metz, que simbolitza l'antiga carretera de Metz a Trèveris.

## Controvèrsies
No tothom està d'acord que Dalheim és, de fet, l'antiga Ricciacum. Charles Marie Ternes manté que poc cal recolzar l'associació que es basa únicament en les inscripcions de la Tabula Peutingeriana: 
DIVODVRO MEDIOMATRICORVM-CARANVSCA XLII 
CARANVSCA-RICCIACO X 
RICCIACO-AVG.TRESVIRORVM X, 
que significa: 
Metz-Caranusca 42 milles 
Caranusca-Ricciacum 10 milles 
Ricciacum-Trèveris 10 milles.
Malauradament, la Tabula Peutingeriana es va copiar, no gaire fiablement, pels monjos del segle xiii d'un romà original. Ternes argumenta que Caranusca i Ricciacum podrien estar situades en la calçada romana de Metz a Trèveris al costat sud del Mosel·la i que, en qualsevol cas, no sembla que hi hagi errors en els càlculs. Qualsevol que sigui el cas, l'etiqueta de Ricciacum ha estat adoptada per descriure l'indret a Dalheim.